# 이길주
이길주는 제12대 서울고등검찰청 검사장을 역임한 법조인이다. 부인 송문숙과 사이에 2남 1녀 자녀가 있다.

## 생애
1952년 서울대학교 법학과를 졸업하고 1953년 제4회 고등고시 사법과에 합격하여 1955년 전주지방검찰청 검사에 임용되었다.
서울지방검찰청 검사로 있었던 1969년 6월 12일에 대한비누협회와 대한비누조합연합회 산하 24개 비누 제조회사가 무상 원조자금으로 미국으로부터 들여온 공업용 우지 수십만 달러 어치를 시중에 빼돌린 혐의에 대해 수사했다.
차분한 선비형의 외유내강형이라는 이길주는 검찰의 전산화 작업에 깊이 참여하여 "송무 제도 개선에 큰 공이 있다"는 평가를 받은 이길주는 1981년 4월 27일 제12대 서울고등검찰청 검사장에 임명되었다.

## 경력
- 법무부 송무과장
- 서울지방검찰청 부장검사
- 광주지방검찰청 차장검사
- 부산지방검찰청 차장검사
- 1976년 6월 21일 ~ 법무부 출입국관리국장 겸 대검찰청 검사[3]
- 법무연수원 부원장
- 1976년 법무부 법무실장
- 1981년 4월 27일 ~ 1981년 12월 16일 제12대 서울고등검찰청

1. ↑  경향신문 1981년 4월 25일자
2. ↑  1969년 6월 12일자 경향신문
3. ↑  1976년 6월 19일자 동아일보